# Wiera Strojewa
Wiera Pawłowna Strojewa (ros. Ве́ра Па́вловна Стро́ева; ur. 1903, zm. 1991) – radziecka reżyserka filmowa i dramaturg. Ludowa Artystka RFSRR (1973). Była żoną reżysera Grigorija Roszala. Pochowana na Cmentarzu Kuncewskim w Moskwie.

## Wybrana filmografia
- 1928: Jego ekscelencja
- 1934: Petersburska noc
- 1936: Pokolenie zwycięzców
- 1942: Wojenny almanach filmowy nr 12
- 1956: Poluszko-pole